# Kørebane
 For alternative betydninger, se Bane.
En kørebane eller en vognbane er en sektion af en vej der er tilpas bredere end en bil til at denne kan følge vejen i en passende hastighed, ud fra forholdene på og omkring vejen.
Ofte er kørebaner afmærket med striber, helleanlæg, farvet underlag eller forskel i belægning. Mest anvendt i Danmark er hvide striber for vedvarende afmærkning og gule striber til midlertidige ændringer, eksempelvis vejarbejde. Hvis der er både gule og hvide striber, skal de gule respekteres, uanset at man da overskrider hvide opmærkninger. Striberne kan være udformet som såkaldte rumlestriber, for at øge køretøjernes opmærksomhed.
Mest almindelig er midterstriben, der angiver, at man skal køre på højre side af striben. Her kan suppleres med en kantstribe, der eventuelt afgrænser en cykelsti som parallel kørebane. På større veje er der ofte, men ikke altid, afmærket flere kørebaner i samme retning. Visse steder uden afmærkning af kørebaner i samme retning kan der for eksempel være så smalt at to personbiler godt kan køre i hver sin kørebane ved siden af hinanden, mens en lastbil er for bred til, at der kan være nogen ved siden af.
Kørebaner omfatter alle slags vejbaner for kørende trafik, og dermed også svingbaner til trafik, der skal dreje fra ved en sidevej, busbaner der sikrer busserne bedre fremkommelighed, opmarchbaner ved færger, cykelstier og andre spor til særlige færdselsgrupper.
Stregerne på kørebanerne varierer fra land til land, hvad angår typer eller farver.